# Aeroportul Marabá
Aeroportul Marabá (IATA: MAB, ICAO: SBMA) este un aeroport din Marabá, Pará, Brazilia ce deservește zona Marabá. Aeroportul a fost tranzitat în 2022 de 294.435 de pasageri. A fost numit după zona deservită.
Situat la o altitudine de 109 m, aeroportul dispune de 1 pistă. Este operat de Infraero⁠(d).

## Infrastructură

### Piste
Aeroportul dispune de o singură pistă. Pista 7/25 are suprafața de asfalt și dimensiunile 2.000 m × 45 m. 